# George Burton
George Burton (* um 1980 in Philadelphia) ist ein US-amerikanischer Musiker (Piano, Fender Rhodes, Komposition) des Modern Jazz.

## Leben und Wirken
Burton, dessen Eltern beide Musiker sind, erhielt bereits im Alter von vier Jahren klassischen Violinunterricht. Neben die Geige trat zunächst die Bratsche. Erst auf der High School for the Creative and Performing Arts in Philadelphia, wurde er durch den Jazz von Gleichaltrigen zu einer Weiterung des Horizonts veranlasst. Er studierte Orgel bei Shirley Scott und in Ortlieb’s Jazzhaus beim Jazzpianisten Sid Simmons. 2001 schloss er sein Musikstudium an der Temple University ab. 2002 erhielt Burton den ersten Platz bei der Peter Nero Piano Competition, wo er als Gastsolist mit den Philly Pops auftrat.
Burton begann seine Karriere in der Musikszene von Philadelphia, wo er sich in verschiedenen musikalischen Bereichen wie Alternative Rock, Hip-Hop, R&B, Straight-ahead-Jazz und Avantgarde betätigte. Im Club Five Spot spielte er mit der Band The Roots, ferner mit Shirley Scott, Bootsie Barnes und Sid Simmons. 2003 trat er neben Gerald Veasley und Diane Monroe in der Oper Vanqui von Leslie Burrs solistisch als Musiker hervor. Mehrere Jahre war er Pianist von Odean Popes Saxophone Choir und ist seit 2015 im Sun Ra Arkestra tätig; mit beiden Gruppen war er international unterwegs.
In der New Yorker Jazzszene arbeitete er mit Meshell Ndegeocello, J. D. Allen III, Sean Jones und James Carter, 2018 mit Jonathan Michel und im Corey Wallace DUBtet.
Im Bereich des Jazz war er zwischen 2005 und 2014 an zehn Aufnahmesessions beteiligt; er ist auf Platten mit Wallace Roney, Donald Duck Bailey, Jack Walrath und Odean Pope zu hören.
Burton leitete verschiedene eigene Gruppen; Ende der 2010er-Jahre trat er mit seinem Quintett auf, dem Marquis Hill (Trompete), Immanuel Wilkins (Altsaxophon), Pablo Menares (Bass) und Jeremy „Bean“ Clemons (Schlagzeug) angehören. Erst 2016 veröffentlichte er sein Debütalbum The Truth of What I Am: The Narcissist (Inner Circle), das sehr gute Kritiken erhielt und von ihm auch auf dem Newport Jazz Festival vorgestellt wurde. 2022 folgte das Album Reciprocity, 2024 White Noise.